# لينكولن بارنت
لينكولن بارنت (بالإنجليزية: Lincoln Barnett)‏ هو صحفي أمريكي، ولد في 1909 في نيويورك في الولايات المتحدة، وتوفي في 1979 في بلاتسبورغ في الولايات المتحدة.

## وصلات خارجية
- لينكولن بارنت على موقع IMDb (الإنجليزية)